# Frontiera (film)
Frontiera (The Border) è un film del 1982 diretto da Tony Richardson.

## Trama
Un agente di confine corrotto, con una moglie superficiale e spendacciona,  decide di cambiare vita e fare la cosa giusta, aiutando una clandestina messicana quando il figlio di lei viene rapito e messo in vendita sul mercato nero.